# Polycétone
Les polycétones (PK) sont une famille de polymères thermoplastiques de hautes performances. On distingue les polycétones aliphatiques des polycétones aromatiques, telles la polyétheréthercétone (PEEK).

## Propriétés
| Module de Young (E)                    | 1 500 MPa     |
| Résistance à la traction (σt)          | 55 MPa        |
| Allongement à la rupture               | 350 %         |
| Essai d'entaille                       | 20 kJ/m2      |
| Vicat B                                | 205 °C        |
| Coefficient de transfert thermique (λ) | 0,27 W/(m·K)  |
| Coefficient de dilatation (α)          | 11 × 10−5 /K  |
| Capacité thermique massique (c)        | 1,8 kJ/(kg·K) |
| Absorption d'eau (ASTM)                | 0,5 %         |
| Prix                                   | 3-5 €/kg      |

Les groupes polaires cétoniques au sein de la chaîne moléculaire donnent lieu à une forte attractivité intercaténaire (entre les chaînes moléculaires), ce qui augmente le point de fusion (Tf = 255 °C pour le Carilon de Shell Chemicals). Ces polymères ont aussi tendance à avoir une bonne résistance aux solvants et de bonnes propriétés mécaniques.
Contrairement à beaucoup d'autres plastiques techniques, les polycétones aliphatiques comme le Carilon (pour lequel R' = éthane-1,2-diyle) sont relativement faciles à synthétiser et peuvent dériver de monomères peu coûteux. Le Carilon est par exemple produit par la réaction d'éthylène et de monoxyde de carbone avec un catalyseur au palladium(II). Une petite fraction de l'éthylène est généralement remplacée par du propène afin d'obtenir un polymère moins cristallin du fait de la présence de groupements méthyle en plus des fonctions carboxyle (polaires) sur la chaîne carbonée. Ainsi le matériau est moins cassant mais cela abaisse son point de fusion de 255 à 220 °C.
Les polymères polysiloxanes (silicones) ont été pensés originellement comme ayant une structure analogue.

## Oligomères cycliques
Les oligomères cycliques de type radialène de formule CnOn ou (CO)n, c'est-à-dire pouvant être considérés comme des oligomères cycliques de monoxyde de carbone ou comme des n-uples cétones de cycloalcanes à n atomes de carbone, sont des oxydes de carbone détectés pour n =
- 4, cyclobutanetétrone ;
- 5, cyclopentanepentone ;
- 6, cyclohexanehexone.